# Saint-Denis-lès-Sens
Saint-Denis-lès-Sens, anteriorment anomenat Saint-Denis, és un municipi francès, situat al departament del Yonne i a la regió de Borgonya - Franc Comtat. L'any 2007 tenia 679 habitants.

## Demografia

### Població
El 2007 la població de fet de Saint-Denis-lès-Sens era de 679 persones. Hi havia 244 famílies, de les quals 60 eren unipersonals (28 homes vivint sols i 32 dones vivint soles), 80 parelles sense fills, 80 parelles amb fills i 24 famílies monoparentals amb fills.
La població ha evolucionat segons el següent gràfic:
Habitants censats

### Habitatges
El 2007 hi havia 292 habitatges, 256 eren l'habitatge principal de la família, 17 eren segones residències i 19 estaven desocupats. 266 eren cases i 20 eren apartaments. Dels 256 habitatges principals, 192 estaven ocupats pels seus propietaris, 60 estaven llogats i ocupats pels llogaters i 4 estaven cedits a títol gratuït; 6 tenien una cambra, 8 en tenien dues, 46 en tenien tres, 92 en tenien quatre i 103 en tenien cinc o més. 205 habitatges disposaven pel capbaix d'una plaça de pàrquing. A 101 habitatges hi havia un automòbil i a 134 n'hi havia dos o més.

### Piràmide de població
La piràmide de població per edats i sexe el 2009 era:
| Homes | Edats   | Dones |
| ----- | ------- | ----- |
| 0     | 95 o +  | 0     |
| 0     | 90 a 94 | 4     |
| 4     | 85 a 89 | 8     |
| 0     | 80 a 84 | 4     |
| 8     | 75 a 79 | 16    |
| 20    | 70 a 74 | 12    |
| 8     | 65 a 69 | 12    |
| 16    | 60 a 64 | 8     |
| 28    | 55 a 59 | 16    |
| 24    | 50 a 54 | 28    |
| 28    | 45 a 49 | 20    |
| 24    | 40 a 44 | 28    |
| 8     | 35 a 39 | 20    |
| 20    | 30 a 34 | 20    |
| 20    | 25 a 29 | 20    |
| 8     | 20 a 24 | 8     |
| 8     | 15 a 19 | 16    |
| 12    | 10 a 14 | 16    |
| 24    | 5 a 9   | 36    |
| 24    | 0 a 4   | 20    |

## Economia
El 2007 la població en edat de treballar era de 422 persones, 301 eren actives i 121 eren inactives. De les 301 persones actives 266 estaven ocupades (143 homes i 123 dones) i 34 estaven aturades (17 homes i 17 dones). De les 121 persones inactives 50 estaven jubilades, 39 estaven estudiant i 32 estaven classificades com a «altres inactius».

### Ingressos
El 2009 a Saint-Denis-lès-Sens hi havia 248 unitats fiscals que integraven 643 persones, la mediana anual d'ingressos fiscals per persona era de 19.498 €.

### Activitats econòmiques
Dels 76 establiments que hi havia el 2007, 3 eren d'empreses de fabricació de material elèctric, 4 d'empreses de fabricació d'altres productes industrials, 10 d'empreses de construcció, 26 d'empreses de comerç i reparació d'automòbils, 2 d'empreses de transport, 7 d'empreses d'hostatgeria i restauració, 1 d'una empresa d'informació i comunicació, 4 d'empreses financeres, 3 d'empreses immobiliàries, 9 d'empreses de serveis, 3 d'entitats de l'administració pública i 4 d'empreses classificades com a «altres activitats de serveis».
Dels 23 establiments de servei als particulars que hi havia el 2009, 3 eren oficines bancàries, 4 tallers de reparació d'automòbils i de material agrícola, 1 establiment de lloguer de cotxes, 3 paletes, 1 fusteria, 1 lampisteria, 3 electricistes, 1 empresa de construcció, 1 perruqueria, 1 restaurant, 3 agències immobiliàries i 1 tintoreria.
Dels 13 establiments comercials que hi havia el 2009, 1 era, 1 un hipermercat, 1 una peixateria, 3 botigues de roba, 1 una botiga d'equipament de la llar, 3 botigues de mobles, 1 una botiga de mobles, 1 un drogueria i 1 una perfumeria.

## Equipaments sanitaris i escolars
L'únic equipament sanitari que hi havia el 2009 era un hospital de tractaments de mitja durada (seguiment i rehabilitació).
El 2009 hi havia una escola elemental.
Saint-Denis-lès-Sens disposava d'un centre de formació no universitària superior de formació sanitària.

## Poblacions més properes
El següent diagrama mostra les poblacions més properes.